# Гальцев, Иван Сергеевич
Иван Сергеевич Гальцев (1925 — 1982) — участник Великой Отечественной войны, командир взвода 266-го гвардейского стрелкового полка 88-й гвардейской стрелковой дивизии, 28-го гвардейского стрелкового корпуса, 8-й гвардейской армии, 1-го Белорусского фронта, Герой Советского Союза.

## Биография
Родился 17 сентября 1925 года в деревне Куплиям (ныне Егорьевского района Московской области) в семье крестьянина. Русский.
Окончил 6 классов неполной средней школы. Работал в колхозе.
В Красной Армии с 5 января 1943 года — был направлен в один из запасных учебных полков Московского военного округа. Здесь до лета 1943 года проходил начальную подготовку, овладел военной специальностью автоматчика. На фронте Великой Отечественной войны — с 30 августа 1943 года. Воевал стрелком, командиром стрелкового взвода и роты на Юго-Западном, 3-м Украинском и 1-м Белорусском фронтах. В 1944 году окончил курсы младших лейтенантов. Член ВКП(б)/КПСС с 1944 года. В боях дважды ранен.
Командир взвода 226-го гвардейского стрелкового полка гвардии лейтенант Иван Гальцев 28 февраля 1945 года в боях по расширению плацдарма на реке Одер в районе южнее города Кюстрин (ныне Костшин-над-Одрон, Польша), заменив выбывшего командира роты, овладел опорным пунктом противника и удерживал господствующую над местностью высоту. С ротой отразил 6 вражеских контратак и в критический момент вызвал огонь артиллерии на себя.
С 1945 года в запасе в звании капитана. До 1958 года работал заведующим клубом в родном селе. Затем жил и работал в городе Егорьевске Московской области.
Умер 2 января 1981 года. Похоронен в Егорьевске на Егорьевском кладбище.

## Награды
- Указом Президиума Верховного Совета СССР от 31 мая 1945 года за образцовое выполнение боевых заданий командования на фронте борьбы с немецко-фашистскими захватчиками и проявленные при этом мужество и героизм гвардии лейтенанту Гальцеву Ивану Сергеевичу присвоено звание Героя Советского Союза с вручением ордена Ленина и медали «Золотая Звезда».
- Награждён орденами Ленина и Отечественной войны 2-й степени, а также медалями «За боевые заслуги», «За взятие Берлина», «За победу над Германией».

## Память
- В 1995 году имя Героя присвоено средней школе № 1 города Егорьевска и открыта мемориальная доска. На Аллее Героев ему установлен обелиск.